# Кейтлін Чейз
Кейтлін Чейз (англ. Caitlyn Chase; 8 липня 1987) — американська фешн-блогерка, письменниця та підприємиця. Інфлюєнсерка, співпрацювала з брендами одягу та косметики через свій блог Caviar & Cashmere. У 2017 році журнал Los Angeles Business Journal назвав Чейз «Трендсеттером року».

## Кар'єра
Чейз розпочала кар'єру журналістки, пишучи для модних журналів Touch Weekly, Esquire Magazine, Haute Living, Four Seasons Magazine, FabFitFun та 944 Magazine. З моменту запуску свого модного блогу, Caviar & Cashmere, в 2011 році Чейз співпрацювала з різними брендами та компаніями.
У 2016 році запустила колекцію ювелірних прикрас у співпраці з Iconery.

## Нагороди
Журнал Locale Magazine назвав Чейз одним із 10 найкращих фешн-блогерів у Лос-Анджелесі у 2015 році. Вона була представлена у виданнях The Huffington Post, Glamour, BlackBook, Vogue та US Weekly.